# B.LEAGUE
재팬 프로페셔널 배스킷볼 리그(일본어: ジャパン・プロフェッショナル・バスケットボールリーグ, 영어: Japan Professional Basketball League) 또는 간단히 B.LEAGUE는 일본의 프로 농구 리그이다. 2016년 9월 22일 처음으로 시작되었으며 경기는 48개의 팀으로 구성된다.

## 팀 목록
- 아키타 노던 해피네츠
- 치바 제츠
- 도치기 브렉스
- 알바르크 도쿄
- 선로커즈 시부야
- 레반가 홋카이도
- 가와사키 브레이브 썬더스
- 니가타 알비렉스 BB
- 산엔 네오피닉스
- 씨호스 미카와
- 토야마 그라우지즈
- 요코하마 B-콜로세일즈
- 시마네 수잔 우 매직
- 미츠비시 전기 다이아몬드 돌핀스 나고야
- 시가 레이크스타즈
- 교토 핸너리즈
- 오사카 에베사
- 류큐 골덴 킹스